# Paul Turner (bassiste)
 (décembre 2012).
Si vous disposez d'ouvrages ou d'articles de référence ou si vous connaissez des sites web de qualité traitant du thème abordé ici, merci de compléter l'article en donnant les références utiles à sa vérifiabilité et en les liant à la section « Notes et références ».
Pour les articles homonymes, voir Paul Turner et Turner.

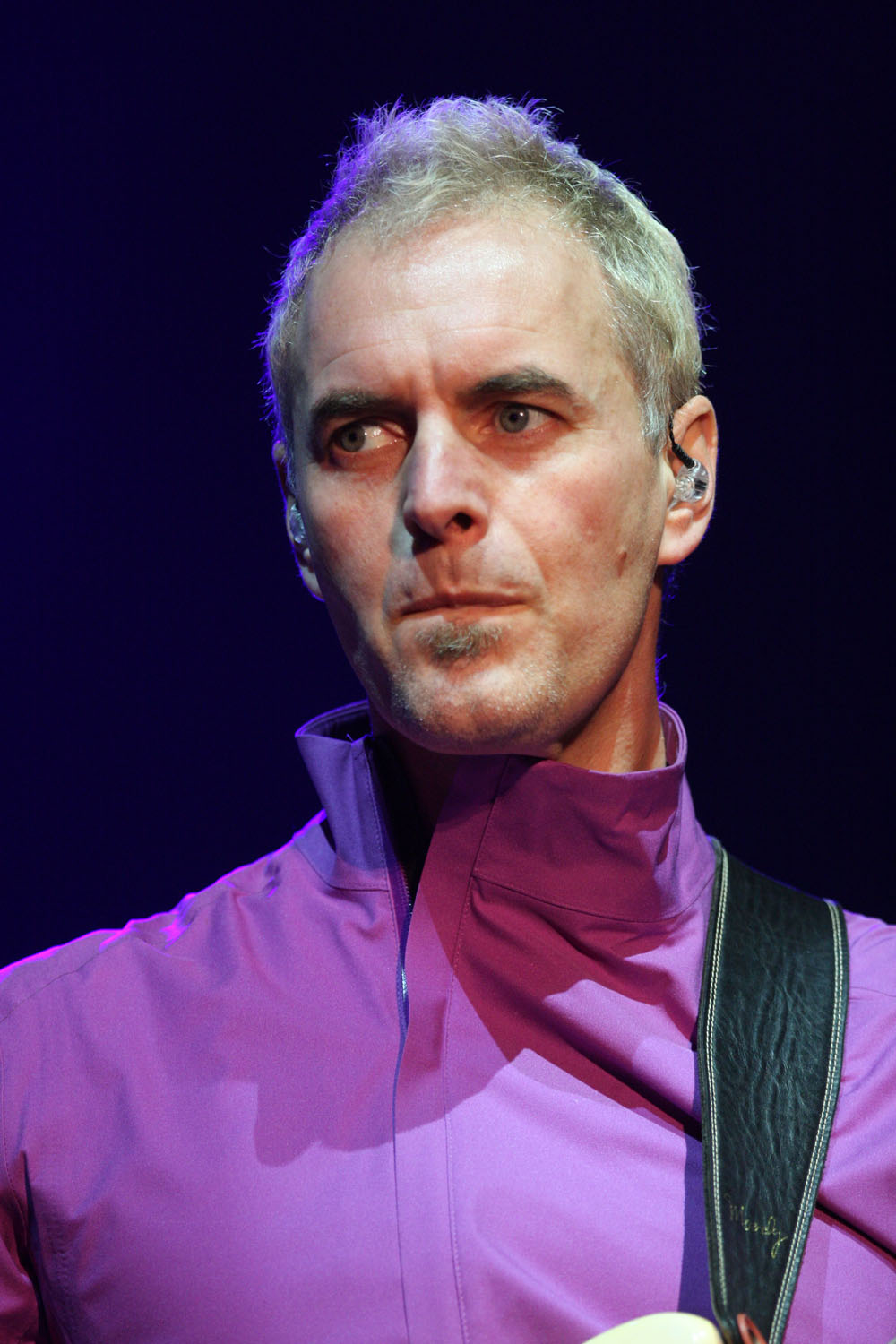
Paul Turner en 2011

Paul Turner, né le 11 mars 1968 à Sunderland, Angleterre est un bassiste britannique. Il est actuellement le bassiste du groupe anglais Jamiroquai.

## Biographie
Il devient bassiste professionnel en 1987 à l'âge de 19 ans. Avant de faire partie de Jamiroquai, Paul Turner a joué pour plusieurs artistes, notamment deux ans d'enregistrement et diverses tournées avec Annie Lennox, et a aussi fréquenté et joué pour George Michael.
Dernier arrivé du groupe en date, Paul Turner rejoint Jamiroquai en avril 2005 après avoir auditionné plus tôt dans l'année 2005. Il eut donc pour tâche de remplacer Nick Fyffe, parti en 2003 et surtout Stuart Zender, ancienne icône du groupe à la basse. 
Il fut présent pour l'enregistrement de Dynamite, de Rock Dust Light Star et du dernier album Automaton sorti en mars 2017.
Son style de jeu varie entre le funk et la pop qui est d'ailleurs le style musical de Jamiroquai et de son groupe parallèle où il partage la scène avec ses compères Rob Harris (guitare), Derrick McKenzie (batterie), Daniel Pearce (vocals/percussion), Michelle John (vocals), Matt Steele (claviers), (section cuivre). Mais Paul Turner est aussi un adepte du disco et surtout du rock comme avec ce  énième projet : The Dark Sinatras, groupe fondé par Mark White & Eduard Laubinger dans lequel il peut aussi montrer son jeu puissant et agressif. 
Paul Turner a une très bonne maîtrise du slap, technique de jeu percussif à la basse.